# Макогон, Дмитрий Яковлевич
Дмитрий Яковлевич Макогон (укр. Дмитро Якович Макогон; 28 октября 1881, с. Хоростков, Австро-Венгрия — 7 октября 1961, Ивано-Франковск) — украинский поэт, писатель

, педагог, издатель, деятель культуры.
Отец писательницы Ирины Вильде.

## Биография
За агитацию в пользу Ивана Франко во время выборов в Рейхсрат Австро-Венгрии, был исключён из Тернопольской гимназии. В 1902 экстерном окончил учительскую семинарию в Залещиках и до 1956 работал школьным учителем на Буковине.
Участник Первой мировой войны. В 1914−1918 воевал на итальянском фронте. На Буковине был одним из организаторов педагогического журнала «Каменярі» (выходил 1911—1914, 1921—1922 гг.), один из издателей журнала «Іскра» (1907), сатирического журнала «Щипавка» (1922). Сотрудничал в журналами «Жало», «Оса», «Зеркало» и другими.
Литературной деятельностью занялся с 1900 года. Использовал литературные псевдонимы: Макогоненко, Иван Галайда, Хоростковский.
Отдельными изданиями вышли сборники его стихов «Мужицкие идиллии» («Мужицькі ідилії», 1907), рассказов «Школьные картинки» («Шкільні образки», 1911), «По нашим селам» («По наших селах» , 1914), очерков «Учительские блага» («Учительські гаразди», 1911) — о тяжелой судьбе крестьян и учителей на Западной Украине.
С 1945 года писал юморески и басни в советском духе.

## Избранные сочинения
- Избранные рассказы. («Вибрані оповідання», Львов, 1959).а

## Память
- В 1987 году в родном селе Хоросткове установлена мемориальная доска Д. Макогону.
- В 1996 установлен бюст.